# Соше-Островское
Соше-Островское (укр. Соше-Острівське) — село, относится к Великомихайловскому району Одесской области Украины.
Население на 2018 год составляет  547 человек. Почтовый индекс — 67110. Телефонный код — 8-04859. Занимает площадь 1,56 км². Код КОАТУУ — 5121685201.

## Местный совет
67110, Одесская обл., Великомихайловский р-н, с. Соше-Островское, ул. Ленина, 11